# Верхня Пажма
Верхня Па́жма (рос. Верхняя Пажма) — присілок у складі Юкаменського району Удмуртії, Росія.
Населення — 70 осіб (2010; 94 в 2002).
Національний склад (2002):
- бесерм'яни — 79 %

В присілку діє початкова школа.